# Xã Rosefield, Quận Turner, Nam Dakota
Xã Rosefield (tiếng Anh: Rosefield Township) là một xã thuộc quận Turner, tiểu bang Nam Dakota, Hoa Kỳ. Năm 2010, dân số của xã này là 183 người.